# Neckera squarrosa
Neckera squarrosa là một loài rêu trong họ Neckeraceae. Loài này được Hook. ex Harv. mô tả khoa học đầu tiên năm 1836.